# Joseph Đinh Đức Đạo
Joseph Đinh Đức Đạo (ur. 2 marca 1945 w Thức Hóa) – wietnamski duchowny rzymskokatolicki, doktor teologii moralnej, biskup pomocniczy Xuân Lộc w latach 2013–2015, biskup koadiutor Xuân Lộc w latach 2015–2016, biskup diecezjalny Xuân Lộc w latach 2016–2021, od 2021 biskup senior diecezji Xuân Lộc.

## Życiorys
Joseph Đinh Đức Đạo urodził się 2 marca 1945 w Thuc Hoa w prowincji Nam Định. Formację kapłańską otrzymał w niższym seminarium św. Franciszka Ksawerego w Bùi Chu (1961–1964), a następnie w wyższym seminarium w Sajgonie (1964–1965). Studiował również na Papieskim Uniwersytecie Urbaniana w Rzymie (1965–1971). Święcenia prezbiteratu przyjął 27 marca 1971.
Po święceniach pełnił następujące funkcje: 1971–1976: studia w Rzymie, na których uzyskał doktorat z teologii moralnej na Alfonsianum – rezydent w Papieskim Kolegium św. Piotra; 1976–2007: zastępca dyrektora, a następnie dyrektor CIAM; 1980–2009: profesor na Papieskim Uniwersytecie Urbaniana na Wydziale Misjologii i Instytucie Katechezy i Duchowości Misyjnej; 1981–2007: kierownik duchowy Foyer Pawła VI; 1982–1983: studia doktoranckie z misjologii na Papieskim Uniwersytecie Gregoriańskim w Papieskim Kolegium Miejskim; 1987–1993: członek Międzynarodowej Rady ds. Katechezy (COINCAT) Kongregacji ds. Duchowieństwa; 1992–2001: członek Fundacji „Nostra Aetate” Papieskiej Rady ds. Dialogu Międzyreligijnego; 1995–2000: członek Komisji Duszpasterskiej Wielkiego Jubileuszu Roku Świętego 2000; 1999–2005: dyrektor Biura Koordynacji Apostolatu Wietnamczyków z Diaspory przy Kongregacji ds. Ewangelizacji Narodów; 2001–2012: konsultor Papieskiej Rady ds. Dialogu Międzyreligijnego; 2010–2013: rektor Wyższego Seminarium Duchownego w Xuân Lôc.
28 lutego 2013 papież Benedykt XVI prekonizował go biskupem pomocniczym Xuân Lộc ze stolicą tytularną Gadiaufala. Święcenia biskupie otrzymał 5 kwietnia 2013 w katedrze Chrystusa Króla w Long Khanh. Udzieli mu ich Dominique Nguyễn Chu Trinh, biskup diecezjalny Xuân Lộc, w asyście Thomasa Vũ Đình Hiệu, biskupa koadiutora Bùi Chu i Pierre'a Nguyễn Văn Khảm, biskupa pomocniczego Ho Chi Minh. Jako zawołanie biskupie przyjął słowa „Hoc est corpus Meum” (To jest moje ciało).
4 czerwca 2015 papież Franciszek mianował go biskupem koadiutorem diecezji Xuân Lộc. 7 maja 2016 po przyjęciu rezygnacji biskupa Dominique Nguyễn Chu Trinh został ustanowiony biskupem diecezjalnym. Tego samego dnia odbył ingres do katedry Chrystusa Króla, w trakcie którego kanonicznie objął urząd.
16 stycznia 2021 papież Franciszek przyjął jego rezygnację z obowiązków biskupa diecezjalnego Xuân Lộc.